# Club Once Deportivo
Il Club Once Deportivo è stata una società calcistica colombiana di Manizales, fondata il 12 aprile 1948.

## Storia
La società fu fondata nel 1948, e rappresentò la città di Manizales nella massima serie colombiana, insieme al Deportes Caldas: esordì nel campionato 1948, primo torneo professionistico colombiano, in qualità di socio fondatore della DIMAYOR. Alla sua prima partecipazione raggiunse il penultimo posto, con 14 punti in 18 gare. Nella stagione successiva arrivò 9º su 14 partecipanti, con 20 punti in 26 partite; nel campionato 1950 fu ultimo, 16º su 16, a pari merito con l'Atlético Municipal. L'ultimo torneo cui partecipò fu quello del 1951, al termine del quale ottenne il 9º posto in classifica: nel 1952 spariscono il Deportes Caldas e l'Once Deportivo, che si fondono lasciando spazio al Deportivo Manizales.